# اوری و اراده خردمندان
آوری و اراده خردمندان (انگلیسی: Ori and the Will of the Wisps) یک بازی ویدئویی سکوبازی است که توسط مون استدیوز توسعه و توسط اکس‌باکس گیم استودیوز برای مایکروسافت ویندوز، ایکس‌باکس وان، ایکس‌باکس سری ایکس و سری اس و توسط Iam8bit برای نینتندو سوئیچ منتشر شده‌است. بازی در طی نمایشگاه رسانه و تجارت ای۳ ۲۰۱۷ اعلام و در ۱۱ مارس ۲۰۲۰ منتشر شد.